# Шейфер, Эдвард
Эдвард Томас «Эд» Шейфер (англ. Edward Thomas «Ed» Schafer) — американский политический и государственный деятель; 29-й министр сельского хозяйства США с 2008 по 2009 год, губернатор Северной Дакоты с 1992 по 2000 год.

## Ранняя жизнь, карьера, семья
Шефер родился и вырос в городе Бисмарк в семье бизнесмена Гарольда Шейфера. Его сестра, Пэм Шейфер, была первой женой сенатора от Демократической партии Северной Дакоты Кента Конрада.
Он получил степень бакалавра в Университете Северной Дакоты. После окончания института он стал работать в компании Gold Seal, производственной компании, расположенной в Северной Дакоте и принадлежащей его отцу, с 1978 по 1985 год он занимал должность президента компании.
Он женат на Нэнси Джонс и имеет двух детей: Тома Шефер и Элли Шефер и двух пасынков: Эрика Джонса и Кари Джонса. Он стал первым губернатором Северной Дакоты, который женился во время нахождения в должности. Шейфер также принимал активное участие в деятельности фонда Theodore Roosevelt Medora Foundation, который сохраняет памятники и наследие того времени, когда 26-й президент США Теодор Рузвельт пребывал в Медоре (1883—1889).
Эд был капитаном команды «High Flyers» в шоу Junkyard War на Discovery Channel. В пятом сезоне шоу команда Шейфера заняла 2-е место, уступив в финале команде «Jet Doctors».